# Stwolska Przełęcz Wyżnia
Stwolska Przełęcz Wyżnia (słow. Štôlska štrbina, niem. Südliche Končystascharte, węg. Déli Koncsisztacsorba) – głęboko wcięta przełęcz położona na wysokości ok. 2410 m n.p.m. znajdująca się w Grani Kończystej w słowackich Tatrach Wysokich. Oddziela ona Stwolską Turnię od Kończystej (dokładnie od Zadniej Stwolskiej Czuby). Podobnie jak inne pobliskie obiekty jest ona wyłączona z ruchu turystycznego.
Nazwa Stwolskiej Przełęczy Wyżniej, podobnie jak niektórych obiektów w okolicy, pochodzi od spiskiej wsi Stwoła.

## Historia
Pierwsze wejścia turystyczne:
- Konrad Koziczinski i Johann Breuer, 27 lipca 1904 r. – letnie,
- Ivan Gálfy, Juraj Richvalský i Ladislav Richvalský, nocą 13–14 kwietnia 1953 r. – zimowe.